# Pavol Braxatoris
Pavol Braxatoris (4. února 1909 Senica – 19. ledna 1980 Bratislava) byl slovenský libretista, textař a jeden ze zakladatelů slovenské operety, vnuk básníka Andreje Sládkoviče. Patří mezi spoluzakladatele slovenské operety společně s Gejzou Dusíkem a Františkem Krištofem Veselým.

## Životopis
Narodil se jako sedmé dítě v pořadí, jeho otcem byl evangelický farář, básník a překladatel Martin Miloš Braxatoris, jeho dědeček byl známý slovenský básník a evangelický farář Andrej Braxatoris, známější pod pseudonymem Andrej Sládkovič. Absolvoval gymnázium ve Skalici. Měl dceru Alexandru Braxatorisovou.

## Tvorba

### Opereta – libreta
- 1938 Keď rozkvitne máj (hudba: Gejza Dusík)
- 1939 Modrá ruža (hudba: Gejza Dusík)
- 1944 Tajomný prsteň (hudba: Gejza Dusík)
- 1954 Zlatá rybka (hudba: Gejza Dusík)
- 1963 Karneval na Rio Grande (hudba: Gejza Dusík)
- 1956 Hrnčiarsky bál (hudba: Gejza Dusík)
- 1971 To by bola láska (hudba: Gejza Dusík)